# Chorizo tarateño
El chorizo tarateño es un plato típico del pueblo de Tarata, en el departamento de Cochabamba, Bolivia. Cada julio, el Gobierno Autónomo Municipal de Tarata celebra la Feria del chorizo, la chicha y la aloja tarateña.

## Ingredientes
Los ingredientes principales de este platillo son carne de cerdo dentro de tripas de cordero, mote de trigo o de maíz y ensalada de verduras frescas. Se suele acompañar con chicha.         